# Кароли, Михаэль
Михаэль Кароли (нем. Michael Karoli) (29 апреля 1948, Штраубинг — 17 ноября 2001, Эссен), немецкий гитарист, скрипач и композитор. Один из основателей влиятельной краутрок-группы Can.
Михаэль Кароли родился и вырос в Штраубинге, Бавария, позже, после окончания школы, переехал в швейцарский город Санкт-Галлен. С детства обучался игре на гитаре, скрипке и виолончели, участвовал во многих джазовых и танцевальных оркестрах. В 1966 познакомился с Хольгером Шукаем, который некоторое время был его учителем.
В 1968 вместе с Шукаем, Шмидтом, Либецайтом и Джонсоном сформировал группу Can. В группе играл на гитаре, выступал как вокалист на поздних альбомах.
Кароли был постоянным членом группы с момента её образования до распада. Также выступал в коллективе при его воссоединении в 1986 и 1991.
Михаэль Кароли умер в 2001 в Эссене, после продолжительной борьбы с раком, в возрасте 53 лет.

## Дискография
Сольные альбомы:
- Deluge (1983) c Polly Eltes

В составе Can:
- См. дискографию Can